# Chetsadaporn Makkharom
Chetsadaporn Makkharom (thailändisch เจษฎาภรณ์ มัครมย์, * 24. Juli 2003) ist ein thailändischer Fußballspieler.

## Karriere
Chetsadaporn Makkharom stand seit 2021 beim Khon Kaen United FC unter Vertrag. Der Verein spielt in der ersten thailändischen Liga, der Thai League. Sein Erstligadebüt für den Verein aus Khon Kaen gab Chetsadaporn Makkharom am 23. Januar 2022 (18. Spieltag) im Auswärtsspiel gegen den Chonburi FC. Hier wurde er in der 82. Minute für Adisorn Poomchart eingewechselt. Chonburi gewann das Spiel 2:0. Ende August 2022 wechselte er auf Leihbasis zum Drittligisten Khon Kaen Mordindang FC. Mit dem Verein spielt er 23-mal in der North/Eastern Region der Liga. Nach der Ausleihe wurde er im Sommer 2023 fest von Mordindang unter Vertrag genommen. Nach 15 Ligaspielen kehrte er im Sommer 2024 zu seinem ehemaligen Verein Khon Kaen United zurück. Am Ende der Saison 2024/25 wurde er mit Khon Kaen Tabellenletzter und musste somit in die zweite Liga absteigen.